# Salimuzzamania uniformis
Salimuzzamania uniformis es una especie de coleóptero de la familia Anthicidae.

## Distribución geográfica
Habita en Guatemala.